# Sphenometopa planitarsis
Sphenometopa planitarsis är en tvåvingeart som beskrevs av Henry J. Reinhard 1945. Sphenometopa planitarsis ingår i släktet Sphenometopa och familjen köttflugor.
Artens utbredningsområde är Texas. Inga underarter finns listade i Catalogue of Life.